# Tadarida thersites
Tadarida thersites — вид кажанів родини молосових.

## Середовище проживання
Цей широко розповсюджений вид кажана був записаний від більшої частини Західної та Центральної Африки. Цей вид мешкає в тропічних вологих лісів (як первинних, так і вторинних), а також був записаний на какао-плантації.

## Стиль життя
Зазвичай зустрічається відпочиваючим у невеликих групах в дуплах дерев, під дахом або в дорожніх водопропускних трубах та стоках.